# Johannes den Hertog
Johannes den Hertog   (Amsterdam, 20 de gener de 1904 - 18 d'octubre de 1982) va ser un pianista, clavecinista, director d'orquestra i professor de cant neerlandès.

## Biografia
Johan , només de tant en tant conegut com Johan den Hertog, va néixer a la família del músic/polític/periodista/professor Herman Johannes den Hertog i Geertruide Jantiene Delfgou. Era germà del professor de química orgànica Herman den Hertog.
Johannes den Hertog es va casar amb l'arpista de l'orquestra de la sala de concerts Phia Berghout el 1934, però es va divorciar l'octubre de 1946. Es va tornar a casar el 1948 amb Klaartje Gast. El 1974 va ser nomenat cavaller de l'Orde d'Orange-Nassau.

## Música
La seva educació va consistir en lliçons de piano del seu pare, Cornelis Dopper, Westenburg (un estudiant de Willem Andriessen) i un estudi més autònom, així com una llicenciatura completada en dret.
Va ser director de la Societat Wagner durant algun temps. A les dècades de 1920 i 1930 va ser director habitual d'assaig del Festival de Bayreuth, durant uns quants anys també a petició de Winifred Wagner. En el període previ i durant la Segona Guerra Mundial, va ser segon director de l'Orquestra del Concertgebouw de l'1 de setembre de 1938 a 1941 (també hi va ser pianista d'orquestra). Va dirigir uns 40 concerts. Durant aquella guerra va ser intendent de la Companyia de Teatre Municipal d'Amsterdam. El setembre de 1945 va ser suspès durant cinc anys per donar suport al Departament d'Informació Pública i Arts, concerts per al Front Laboral Holandès i visitar regularment el centre nazi de Bayreuth. El 1946 va ser absolt novament pel Consell Central d'Honor. L'any 1948 va començar a treballar com a director musical de la "Royal Flemish Opera". El 13 de maig de 1950 va ser el líder durant l'estrena mundial de De Nachtwacht de Henk Badings a Anvers. El 1960 va tornar a Amsterdam i va ocupar càrrecs com a director en cap i cap d'investigació musical a la Fundació Opera.
El 1965 va estar a la direcció de la Fundació Opera, juntament amb Leo Driehuys, entre d'altres. El 1966 va prendre Ans Philippo sota la seva ala; inicialment va ser rebutjada, però Den Hertog li va donar una segona oportunitat. Va ensenyar durant un temps al Conservatori de Rotterdam als anys 60.
Té traduccions de diverses òperes al seu nom. Va traduir Markopolous de Leoš Janáček, De speler de Serguei Prokófiev i Prodaná nevěsta de Bedřich Smetana, entre d'altres. Aquesta darrera traducció no va ser de la satisfacció de tothom. El "Vrije Volk" la va anomenar una traducció torta i inintel·ligible; NRC Handelsblad la va anomenar una traducció bella i especialment cantable (gener de 1983).
Sovint va formar part dels jurats de concursos de cant. Fou un dels professors de "Gré Brouwenstijn". Va publicar una petita suite orquestral (Suite en la major), interpretada el 12 de juny de 1930 per l'Orquestra Concertgebouw dirigida per Cornelis Dopper. El 1935 va escriure la composició Maria-weg, en la qual el paper d'arpa era interpretat per Phia Berghout, la seva aleshores esposa.